# سوهلاند ان در شپره
سوهلاند ان در شپره (به آلمانی: Sohland an der Spree) یک شهر در آلمان است که در باوتسن واقع شده‌است. سوهلاند ان در شپره ۷٬۵۱۶ نفر جمعیت دارد.

## خواهرخوانده
شهرهای روکا پریورا، گانگلت و Montévrain خواهرخوانده‌های سوهلاند ان در شپره هستند.